# N-亚磺酰基苯胺
N-亚磺酰基苯胺是有机硫化合物，化学式C6H5NSO，这亚磺酰胺是稻草色液体；亲双烯体；在金属有机化合物中可作为配体。

## 制备及结构
N-亚磺酰基苯胺可由苯胺和氯化亚砜反应而成：
3 PhNH2 + SOCl2  →  PhNSO + 2 [PhNH3]Cl
单晶衍射表明结构和二氧化硫或二亚氨基硫有相似之处，碳－氮＝硫＝氧二面角为–1.60°。